# Мірмекід Мілетський
Мірмекід — давньогрецький майстер мініатюрної скульптури, гравер та різьбяр з дерева та кістки VI ст. до н. е.

## Життєпис
Народився у місті Мілет. Немає жодних відомостей щодо його родини та особистого життя. Спочатку працював у рідному місті, а після перебрався до Афін. Втім свої навички Мірмекід не зміг передати учням або нащадкам. Й досить швидко ці знання були загубленні.
Серед його робіт відомо лише дві:
- Колісниця з чотирма кіньми. Матеріал — слонова кістка.
- Корабель. Матеріал — хвоїнка сосни.